# Охотники на драконов (мультфильм)
«Охо́тники на драко́нов» (фр. Chasseurs de dragons, англ. Dragon Hunters) — французский полнометражный 3D анимационный фильм 2008 года режиссёров Гийома Ивернеля и Артура Квака (урожд. Франсуа Эммен). Роль главного героя — Лиан-Чу, озвучил французский актёр Венсан Линдон, в английской версии — актёр Форест Уитакер, номинант премии «Оскар» на 78-й церемонии вручения в 2006 году. Бюджет фильма составил 20 миллионов долларов США. В России фильм вышел в прокат 20 марта 2008 года.

## Сюжет
Двое молодых бродяг, бывшие воспитанники сиротского приюта Лиан-Чу и Гвиздо, вместе со своим питомцем Гектором путешествуют по деревням и выдают себя за охотников на драконов, за вознаграждение помогая мирным фермерам бороться с терроризирующими их чудовищами всевозможных форм и размеров. Однажды они спасают девочку Зои, племянницу правителя западного форпоста, лорда Арнольда. Старый лорд когда-то сам был могучим охотником на драконов, и его мечтой было одолеть самого ужасного и опасного из них — Пожирателя мира, но последняя встреча с этим чудовищем лишила его зрения и самой возможности сражаться. Все рыцари, которых он с тех пор посылал довершить свою миссию, либо погибали, либо сходили с ума. Известно, что Пожиратель мира пробуждается каждые двадцать лет и уничтожает всё живое, что встречается ему на пути, пока не насытится разрушениями (именно так двадцать лет назад была сожжена дотла деревня маленького Лиан-Чу, и тот остался сиротой). Желающая помочь планам дяди, а заодно и осуществить свои мечты о рыцарских подвигах, Зои приводит Лиан-Чу, Гвиздо и Гектора в замок лорда, где тот за щедрое вознаграждение поручает им отправиться на Край Света и убить Пожирателя мира, пока тот ещё находится в спячке. Расчётливый Гвиздо надеется «надуть» старика и, присвоив задаток за ещё неубитого дракона, сбежать, но этот план расстраивает Зои, решившая последовать за своими героями в надежде познакомиться поближе с их ремеслом.
День за днём команда преодолевает всевозможные препятствия и переживает злоключения на пути к цели. Однако, добравшись до логова дракона, путники не успевают справиться с ним до его пробуждения. Только после суровой проверки на находчивость и смелость Лиан-Чу удаётся победить, и со смертью Пожирателя мир исцеляется. К лорду Арнольду возвращается зрение и возможность ходить, но, увидев Лиан-Чу и Гвиздо воочию, он отказывается признавать в них героев и прогоняет их из замка. Втайне от него Зои также покидает замок и присоединяется к бродягам в их дальнейших путешествиях.

## Персонажи
- Лиан-Чу́ — внушительного вида силач с чувствительной душой ребёнка. Всё, о чём он мечтал когда-то — стать пастухом, как его отец, разводить овечек и наслаждаться природой, занимаясь вязанием различных изделий. Но решающую роль в его выборе профессии сыграли неизгладимые воспоминания о трагедии детства — уничтожении его деревни могучим чудовищем. Последующие дни на ферме в сиротском приюте, где Лиан-Чу подружился с Гвиздо, подарили им мечту обзавестись своей собственной фермой, как только они смогут заработать достаточно денег. Для этого они выбрали рискованное, но в своём потенциале очень прибыльное ремесло — охоту на драконов. Но даже во время боя Лиан-Чу не расстаётся с вязальными спицами — единственным напоминанием о его матери — что, мягко говоря, не лучшим образом поддерживает его авторитет в глазах крестьян. Впрочем, довольно быстро он начинает пользоваться авторитетом у маленькой Зои, сумевшей разглядеть в нём будущую надежду человечества. И эти на первый взгляд наивные надежды девочки не раз подтверждаются его преданной дружбой и самоотверженными поступками.
- Гви́здо — плутоватый щуплый паренёк, отвечающий за заключение контрактов, в которых обговариваются условия охоты на драконов за вознаграждение. Друг детства Лиан-Чу и вместе с тем уже много лет его единственная семья. Грамотен, что является редкостью на дикорастущих провинциальных территориях. Из-за своей близорукости во время письма и чтения использует очки-консервы. Поход на Край Света оказывается для него настоящим кошмаром, и решение друга чётко следовать дороге, которую им обозначил Арнольд, кажется ему опрометчивым и недальновидным. Энтузиазм Зои поначалу сильно действует ему на нервы, но после ряда испытаний его мнение о девочке меняется в лучшую сторону. Вопреки своей нерешительности Гвиздо добирается до логова чудовища вместе с остальными, где в опасную и тяжёлую минуту находит в себе силы воодушевить отчаявшуюся Зои и уже вместе с ней поддерживает Лиан-Чу во время боя. После смерти Пожирателя он заступается за девочку перед лордом, за что терпит унижение с высоко поднятой головой, почти отложив на задний план свои мечты о богатстве.
- Ге́ктор — «третий человек в команде», а на деле — маленький пушистый дракон, привязавшийся к людям. С недавних пор является неотъемлемой частью отряда, работая в нём носильщиком багажа. Быстро выучился человеческой речи и активно этим пользуется у всех на виду, хотя по идее не должен выдавать своё необычное происхождение, маскируясь под охотничью собачку. Совершенно не задумывается о последствиях, когда подшучивает как над своими товарищами, так и над всеми остальными независимо от их статуса, силы и размеров когтей и клыков. Относится с восторгом к появлению Зои в команде.
- Зо́и — жизнерадостная и решительная девочка-сирота. Задумала лично отыскать героев, способных уничтожить Пожирателя мира, над чем её искалеченный дядя — лорд Арнольд — бился, по меньшей мере, двадцать долгих лет. Когда ей удаётся задуманное, она надеется осуществить свою мечту — принять участие в настоящей охоте на драконов, одной из тех, о которых читала в книжках и слышала от других рыцарей, в последние годы лишь изредка посещавших гигантский замок. С добровольным уходом в путешествие на Край Света ей предстоит пережить множество страхов, о которых она раньше не подозревала, но вместе с этим — проявить перед лицом опасностей находчивость и стойкость духа, не свойственные обычным детям её возраста.
- Лорд Арно́льд — старик упрямого и грубоватого нрава, в прошлом — отчаянный и мужественный наёмник, обзаведшийся целым королевством, но с первым поражением, стоившим ему зрения и возможности ходить, растерявший почти всех своих верноподданных. Оборудовал трофейную комнату в подвале своего замка, внушающую трепет неподготовленному посетителю ещё на самом входе. Со смертью своего младшего брата во время эпидемии холеры взял на себя заботу о его единственном ребёнке, которая, впрочем, не заходит дальше обеспечения девочки надлежащим кровом. На просьбы Зои обучить её охоте отвечает отказом, исходя из шовинистских соображений, и с приближением опасности собирается перевести её в монастырь. Очевидно, болезнь не лишила его боевой хватки — даже не покидая инвалидного кресла, он продолжает носить с собой оружие.
- Ги́лдас — личный доктор лорда Арнольда, заботящийся о его распорядке дня, ежедневно обеспечивающий его целительным снадобьем в назначенные часы и терпеливо, год за годом поддерживающий порядок в его опустевшем дворце. Он также взял на себя обязанность контролировать поведение неугомонной Зои, что чревато его едва скрываемым раздражением. Он с подозрением относится к молодым бродягам, пришедшим во дворец Арнольда попытать счастья, и отдаёт им аванс почти с полной уверенностью, что они не справятся с порученным заданием.
- Сэр Анато́ль Ле́нсфле́р — седоволосый рыцарь лорда Арнольда, встречающийся героям во время путешествия через Великую стену. Неудавшийся поход на Край Света сделал это бывшее воплощение рыцарского благородства и изящества обезумевшим и безрассудным скитальцем, утратившим цель, ради которой он решился надеть доспехи, несмотря на свои преклонные годы.

## Драконы
- Мамулярус — гусеницеобразный дракон, появляющийся в начале фильма, атакует своих противников с помощью упругой клейкой жижи, которую изрыгает пастью и выделяет из отверстий в теле; поедает капусту на полях фермера, нанявшего охотников, чтобы они убили Мамуляруса, но, после того, как Лиан-Чу убивает капустное чудовище, фермер прогоняет охотников, так и не заплатив им.
- Электро-драконы или Джимбобы — прыткие электрические драконы, напавшие на Зои в лесу перед тем, как ей удаётся познакомиться с охотниками; убиты Лиан-Чу.
- Багровое облако — дракон багрового цвета, способный разделять своё тело на отдельные действующие части, так как состоит из множества багровых летучих мышей, собирающихся в нужном порядке; раздавлен обломками здания, в которое Лиан-Чу и Гвиздо с разных сторон заманивают отделившиеся части его тела.
- Реактивные свинодраконы — тяжеловесные стайные драконы, атакующие героев перед тем, как им удаётся добраться до Края Света; убиты Лиан-Чу.
- Дракон-скелет — он же и Пожиратель мира, убит Лиан-Чу.

## История создания
На сегодняшний день «Охотники на драконов» это известный во многих странах мира бренд. В 2004 году во Франции вышел на экраны (релиз в США состоялся в 2006 году) одноимённый сериал. На его основе была начата серия комиксов, первый том издан Delcourt в 2006 году. Также были выпущены одноимённые компьютерные игры — в 2006 г. по мотивам сериала и 2008 г. по мотивам фильма.
Мультфильм был оценен неоднозначно, но, в целом, получил положительные отзывы критиков и зрителей. Некоторые предъявляли претензии к нарочитой линейности сюжета и к сочетанию подчёркнутой мультяшности героев с реалистичными пейзажами, однако другие усматривали в этом плюсы картины. На момент выхода, мультфильм являлся одним из немногих примеров эффективного использования человеческих персонажей в главных ролях 3D-анимационной картины.
Как утверждают сами создатели, режиссёры Гийом Ивернель (фр. Guillaume Ivernel) и Артур Квак (фр. Arthur Qwak), история «Охотников» началась в 1994 году, с идеи Артура о создания сериала о мире, где были бы волшебные драконы и, соответственно, охотники на них. В то время никто не планировал ни создание полнометражного фильма, ни даже международный показ. События, описанные в фильме, происходят примерно за 10 лет до событий из мультсериала.

## В ролях
| Актёр                             | Роль         |
| --------------------------------- | ------------ |
| Венсан Линдон                     | Лиан-Чу      |
| Патрик Тимсит                     | Гвиздо       |
| Мари Дрион (фр. Marie Drion)      | Зои          |
| Филипп Наон                       | Лорд Арнольд |
| Аманда Лир                        | Джилдас      |
| Жереми Прево (фр. Jérémy Prévost) | Гектор       |

## Релиз и премьеры
| Дата премьеры                            | Страна                             | Название                                                |  |
| ---------------------------------------- | ---------------------------------- | ------------------------------------------------------- |  |
| 20 марта 2008 года                       | Россия                             | Охотники на драконов                                    |  |
| 26 марта 2008 года                       | Франция · Бельгия                  | Chasseurs de dragons                                    |  |
| 28 марта 2008 года                       | Турция                             | Ejder avcilari                                          |  |
| 5 апреля 2008 года                       | США                                | Dragon Hunters                                          |  |
| 23 апреля 2008 года                      | Нидерланды                         | Drakenjagers                                            |  |
| 24 апреля 2008 года                      | Германия · Чехия                   | Die Drachenjäger Lovci draku                            |  |
| 25 апреля 2008 года                      | Австрия                            |                                                         |  |
| 2 мая 2008 года                          | Великобритания                     | Gwizdo, Lian-Chu, Hector and Zoe A Dragon Hunters Movie |  |
| 7 августа 2008 года 20 августа 2008 года | Швейцария (нем.) · Швейцария (фр.) |                                                         |  |
| 8 августа 2008 года                      | Польша                             | Lowcy smoków                                            |  |
| 5 сентября 2008 года                     | Бразилия                           | Caçadores de Dragões                                    |  |
| 19 сентября 2008 года                    | Дания                              | Dragejægerne                                            |  |
| 6 ноября 2008 года                       | Сингапур                           | The Dragon Hunters                                      |  |
| 7 ноября 2008 года                       | Эстония                            | Draakonikütid                                           |  |
| 20 марта 2009 года                       | Норвегия                           | Dragejegerne                                            |  |
| 24 сентября 2009 года                    | Португалия                         |                                                         |  |
| 12 марта 2010 года                       | Испания                            | Cazadores de dragones                                   |  |